# Brode (Vransko, Slovenija)
Brode je naselje u slovenskoj Općini Vranskom. Brode se nalazi u pokrajini Štajerskoj i statističkoj regiji Savinjskoj. 

## Stanovništvo
Prema popisu stanovništva iz 2002. godine naselje je imalo 195 stanovnika.